# تزلج سريع قصير المسار
تزلج سريع قصير المسار هو أحد أشكال المنافسة في رياضة التزلج السريع على الجليد.
يقوم عادةً ما بين أربعة إلى ستة متزلجين بالتزلج على الجليد في مسار بيضاوي محيطه 111.12 مترًا، يتراوح طول الحلبة بين 30 إلى 60 متراً، وهو نفس حجم حلبة هوكي الجليد الدولية.
التزلج السريع على المسار القصير هي رياضة شقيقة للتزلج السريع طويل المسار.

## تاريخ التزلج قصير المسار

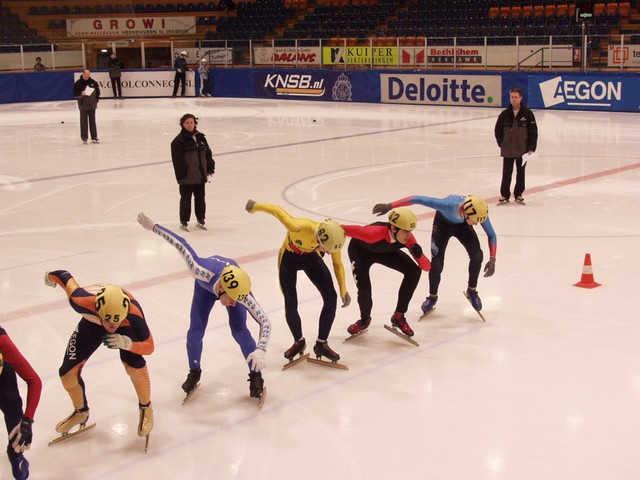
المتزلجون على خط الانطلاق

نشأ التزلج على مسار قصير في أحداث التزلج السريع بشكل بداية جماعية. هذا النوع من التزلج السريع كان يمارس أساسًا في الولايات المتحدة وكندا، على عكس من النموذج الدولي، حيث يكون المتزلجين في أزواج. في الألعاب الأولمبية الشتوية 1932، أجريت أحداث التزلج السريع في شكل البداية الجماعية. وأقيمت مسابقات في أمريكا الشمالية أيضا داخل قاعات، على سبيل المثال في ماديسون سكوير جاردن، نيويورك، وبالتالي على مسارات أقصر من المعتادة في ممارسة التزلج في الهواء الطلق.
في عام 1967، اعتمد الاتحاد الدولي للتزلج لعبة التزلج على مسار قصير، على الرغم من أنها لم تنظم المسابقات الدولية حتى عام 1976. بطولة العالم قد عقدت منذ عام 1981 (على الرغم من الأحداث التي عقدت في 1976-1980 كانت تحت أسماء مختلفة في وقت لاحق حتى صدر بيان وضعها في بطولة العالم). بعد عدة تغييرات في اسم المسابقة (آخر مرة في عام 1989)، ويقام هذا الحدث سنويا الآن في بطولة العالم للتزلج على مسار قصير.
بدأت هذه المسابقة في دورة الألعاب الأولمبية الشتوية 1988 التي أقيمت في كالغاري، ألبرتا، كندا، وكان المسار القصير رياضة مثبتة. وتم ترقيتها إلى رياضة أولمبية كاملة في عام 1992 وكانت جزءا من دورة الألعاب الأولمبية الشتوية منذ ذلك الحين. تم توسيع البرنامج من أربع فعاليات في عام 1992 إلى ثمانية في عام 2002. والفعاليات هي نفسها لكل من الرجال والنساء أيضا: 500 م، 1000 م، 1500 م، 3000M، وتتابع (5000 م (رجال) / 3000 م (النساء)).

## قوانين التزلج قصير المسار
هناك العديد من الإجراءات التي من شأنها أن تؤدي إلى المتزلجين التعرض للعقاب (PEN) من السباق.
- العرقلة: دفع، منع، تسبب بالتعثر أو خلاف ذلك من جعل عائق لمتزلج آخر.
- إيقاف المسار: التزحلق خارج المسار المعين.
- فريق التزلج: التآمر مع أعضاء من نفس البلد، النادي، أو المتزلجين الأفراد الآخرين لتحديد نتيجة السباق. على سبيل المثال، وتشكيل جدار لعرقلة عابرة. نادرًا ما تُسَمًى هذه المخالفات كما أنهُ مِنَ الصّعب إِثباته.
- المساعدة: إِعطاء المُساعدة المادية لمتزلج آخر. على سبيل المثال: دفع زميله من الخلف لدفعة إضافية، أو السماح لزميله لتتكئ على آخر لتحقيق الاستقرار في الزوايا.
- الإسراع على الخط أو تكسير الجليد بالحذاء: القيادة القدم في الصدارة متقدما للوصول إلى خط النهاية أسرع، مما أدى إلى سفح الطبقة الأولية من الجليد وخلق وضعًا خطيرًا للآخرين.
- السلوك غير الرياضي: العمل بطريقة لا يليق رياضي أو نموذجا يُحتَذَى بِهِ. بما في ذلك شتم في أحد المنافسين، والركل بالقدمين، وضرب المتزلجين أو غيرهم من المسؤولين، الخ.
- المعدّات: عدم ارتداء معدات السلامة المناسبة، وفقدان المعدات خلال السباق، أو كشف الجلد سواء الوجه أو الرقبة.
- بداية خاطئة: ترك قبل إطلاق النار من مسدس الانطلاق. في الانتهاك الثاني في السباق، يستبعد الجاني من البداية.[1]
- لم يكمل: عادة بسبب الإصابة، أو المتزلج لم ينهي السباق كاملا.
- لم يتزلج: إن المتزلج لم يذهب إلى خط البداية.

## فئات

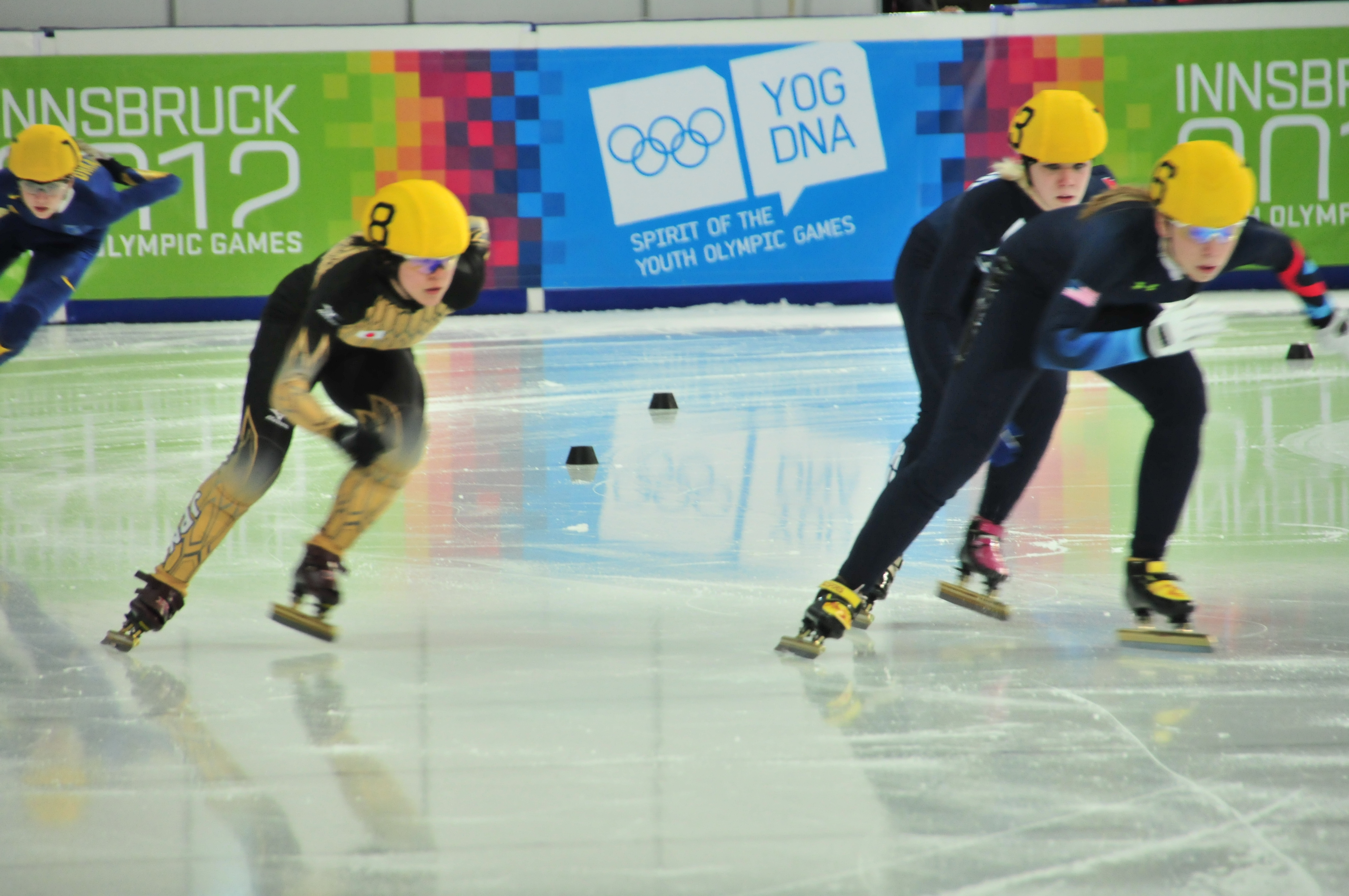
المسار القصير في الألعاب الأولمبية الشتوية للشباب 2012،إنسبروك

في كندا، تعقد مسابقات المسار القصير إما في نقاط تجتمع، حيث يصنف المتزلجين على أساس على أوقاتهم لمسافة قياسية فقط (عادة 500M)، أو الفئة العمرية، حيث يصنف الناس حسب العمر والجنس. جميع نقاط تجتمع تسمح بالسباق المتزلجين من جميع الأعمار والأجناس، مع استثناء من الفئة العمرية الخبير (30+). جميع نقاط تجتمع عادة تعقد على المستوى المحلي إلا في بعض المحافظات. يلتقي الفئة العمرية وتنافس على الصعيدين الإقليمي والوطني. الفئات العمرية هي:
- طفل صغير: 2-4
- صغير: 5-7
- المهر: 8-10
- القزم: 11-12
- فرع مبتدئ: 13-14
- مبتدئ: 15-16
- متوسط الخبرة: 17-18
- محترف: 19-29
- خبير1: 30-39
- خبير2: 40-49
- خبير3: 50-59
- خبير4: 60

تحدد الأعمار اعتبارا من 1 يوليو أو 30 يونيو قبل المنافسة. في المسابقات الدولية والأولمبية، يتم تصنيف المتزلجين حسب الجنس فقط.

## وصلات خارجية
- المضمار القصير في سيستو سان جيوفاني (MILANO)
- المضمار القصير من فرنسا (باريس)
- الاتحاد الدولي للتزلج
- سرعة التزلج كندا
- الولايات المتحدة التزلج السريع
- الإيطالية قصيرة التزلج السريع
- ShorttrackOnLine، نتائج المسابقة الأوروبية